# Crawford County (Pennsylvania)
Crawford County ist ein County im Bundesstaat Pennsylvania der Vereinigten Staaten. Bei der Volkszählung im Jahr 2020 hatte das County 83.938 Einwohner und eine Bevölkerungsdichte von 32 Einwohner pro Quadratkilometer. Der Verwaltungssitz (County Seat) ist Meadville.

## Geschichte
Das County wurde am 12. März 1800 gegründet und nach dem Offizier und Landvermesser William Crawford benannt.
19 Bauwerke und Stätten des Countys sind im National Register of Historic Places (NRHP) eingetragen (Stand 22. Juli 2018).

## Geographie
Das County hat eine Fläche von 2688 Quadratkilometern, wovon 65 Quadratkilometer Wasserfläche sind.

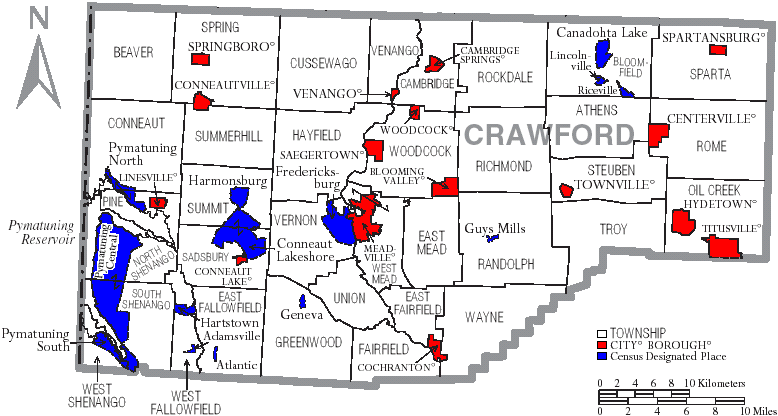
Karte des Crawford Countys

## Städte und Ortschaften
| - Adamsville - Athens Township - Atlantic - Beaver Township - Bloomfield Township - Blooming Valley - Cambridge Springs - Cambridge Township - Canadohta Lake - Centerville - Cochranton - Conneaut Lake - Conneaut Lakeshore - Conneaut Township - Conneautville - Cussewago Township - East Fairfield Township - East Fallowfield Township - East Mead Township - Fairfield Township - Fredericksburg - Geneva - Greenwood Township | - Guys Mills - Harmonsburg - Hartstown - Hayfield Township - Hydetown - Lincolnville - Linesville - Meadville - North Shenango Township - Oil Creek Township - Pine Township - Pymatuning Central - Pymatuning North - Pymatuning South - Randolph Township - Riceville - Richmond Township - Rockdale Township - Rome Township - Sadsbury Township - Saegertown - South Shenango Township | - Sparta Township - Spartansburg - Spring Township - Springboro - Steuben Township - Summerhill Township - Summit Township - Titusville - Townville - Troy Township - Union Township - Venango Township - Venango - Vernon Township - Wayne Township - West Fallowfield Township - West Mead Township - West Shenango Township - Woodcock Township - Woodcock |

## Schutzgebiete
- Pymatuning State Park (Pennsylvania)